# 中歐 (德語詞彙)

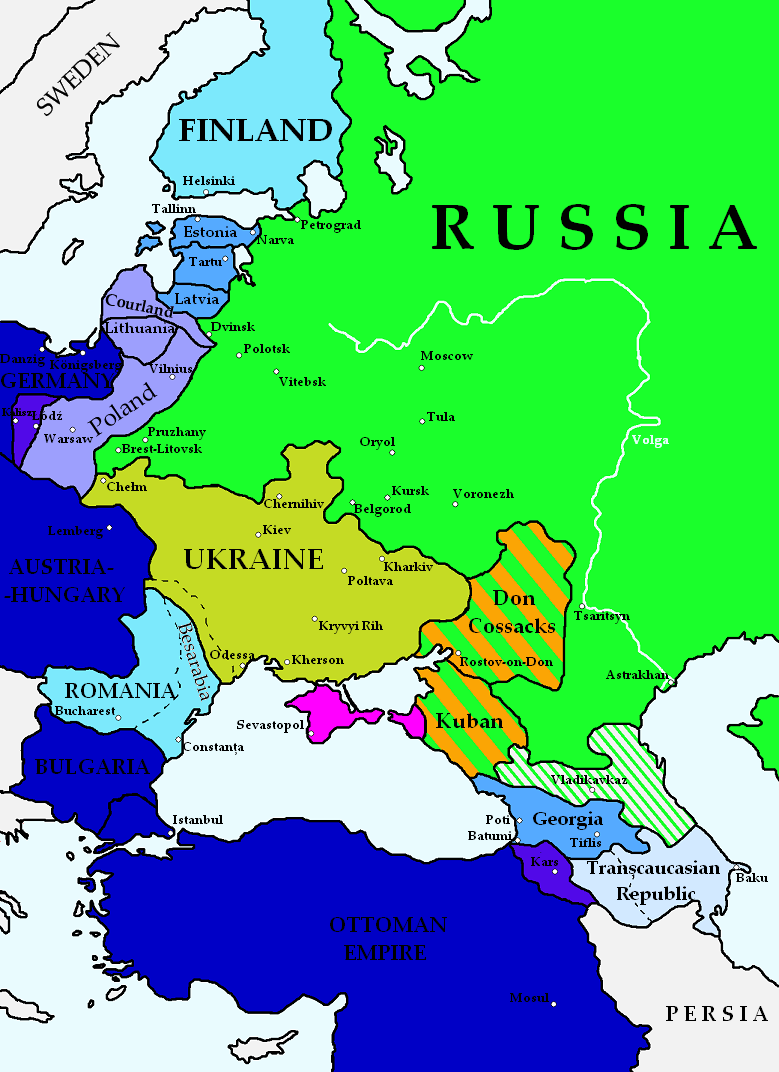
1918年布列斯特條約簽訂後德國將要實現的新的東歐秩序
德國及其盟友
德國將兼併的俄國領有的波蘭，土耳其將兼併的俄國領有的亞美尼亞和格魯吉亞
德國完全控制下的半自治國家
經濟和行政上完全依附於德國的新國家
經濟上依附於德國的烏克蘭
德國控制下計劃建立的韃靼共和國
和德國經濟政治上緊密聯繫的國家
計劃建立的泛高加索共和國（和德國政治上為同盟關係）
俄國境內半自治的哥薩克國家（德國的勢力範圍）

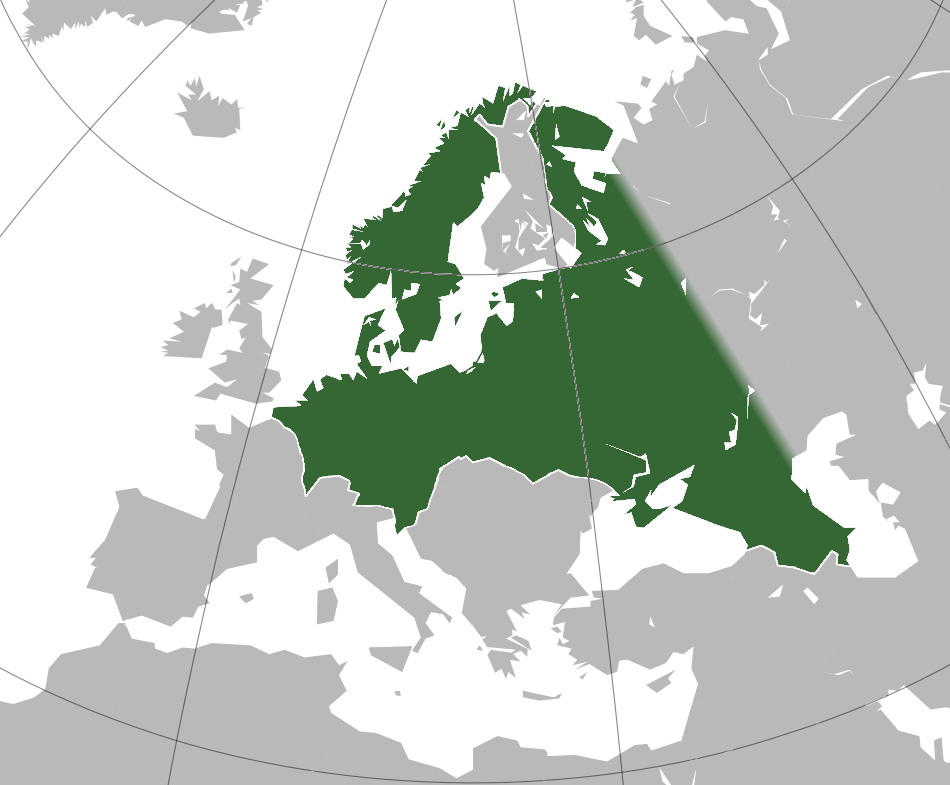
纳粹德国时期鼓吹的德意志民族的生存空间

中歐（直译：中歐），是德語的一個詞彙。該術語具有不同的文化、政治和歷史內涵。普魯士王國對中歐的願景是泛日耳曼主義的以國家為中心的帝國，後來被納粹德國的地緣政治家以修改後的形式採用。 
德語詞彙“Mitteleuropa”在歐洲所有地區的使用或理解方式不同。 隨著時間的推移，該詞彙的使用也有所不同。 在奧地利、匈牙利、斯洛文尼亞、克羅地亞和意大利北部，特別是在弗留利和的里雅斯特，共同的定義與德國有些不同：中歐與前奧匈帝國的繼承國等同。波羅的海國家和北德波蘭平原等地區被視為“北歐”，德國的其他地區被視為“西歐”。
在德國，該詞彙則特指歷史上受到漢薩同盟、條頓騎士團殖民擴張，一戰和二戰期間被德意志第二、第三帝國佔領的廣大東歐土地。